# Jürgen Hammerstein
Jürgen Hammerstein (* 19. April 1925 in Berlin; † 19. Mai 2024) war ein deutscher Gynäkologe, Endokrinologe und Hochschullehrer.

## Leben
Aufgewachsen in Berlin absolvierte Jürgen Hammerstein 1943 das Abitur am Humanistischen Gymnasium in Friedenau. Nach Kriegsdienst und Kriegsgefangenschaft studierte er von 1946 bis 1951 studierte er Medizin in München, Köln, Berlin und Heidelberg. 1952 erhielt er die Approbation und wurde an der Universität Heidelberg zum Dr. med. promoviert (Dissertation: „Untersuchungen über die Verdaulichkeit verschiedener Stärkesorten beim Säugling aufgrund quantitativer Stärkebestimmungen in der Faeces“).
Von 1952 bis 1953 war Jürgen Hammerstein Pflichtassistent am Westend-Krankenhaus der Freien Universität Berlin, bis 1955 Wissenschaftlicher Assistent am Physiologisch-Chemischen Institut der Freien Universität Berlin und bis 1969 an der Universitäts-Frauenklinik Charlottenburg zu Berlin – unter anderem bei Felix von Mikulicz-Radecki. Während dieser Zeit wurde ihm die Leitung des Klinischen Labors und der Aufbau des Hormonlabors übertragen.
Wissenschaftlich beschäftigte sich Jürgen Hammerstein ab diesem Zeitpunkt mit den Ursachen von Androgenisierungserscheinungen der Frau und intersexuellen Zwischenstufen sowie mit Zyklusstörungen der Frau.
1960 erhielt er die Anerkennung als Facharzt für Geburtshilfe und Gynäkologie und habilitierte sich 1960 im selben Fach mit der Habilitationsschrift: „Neue Erkenntnisse über die hormonalen Korrelationen im Menstruationszyklus der Frau aufgrund von Hormonanalysen im Harn.“
1963 arbeitete Jürgen Hammerstein am Endocrine Laboratory, Department of Biochemistry des Jackson Memorial Hospitals der Universität Miami/USA. 1964 wurde er Leiter der Abteilung für Gynäkologische Endokrinologie – ab 1969 Abteilung für Gynäkologische Endokrinologie, Sterilität und Familienplanung – am Klinikum Steglitz der Freien Universität Berlin. 1966 wurde er zum außerplanmäßigen Professor an der Freien Universität Berlin ernannt. 1990 ging er in den Ruhestand.
Hammerstein war 1972 bis 1979 Direktor des „Collaborating Centre for Clinical Research in Human Reproduction“ der Weltgesundheitsorganisation am Klinikum Steglitz zu Berlin, 1976 bis 1979 Vorsitzender der Ständigen Kommission für Steroidtoxikologie der Deutschen Gesellschaft für Endokrinologie.
Von 1988 bis 2009 war Hammerstein Geschäftsführer der Kaiserin-Friedrich-Stiftung für das ärztliche Fortbildungswesen, Berlin. Im Jahre 2001 war er Gründungsmitglied des Deutschen Netzwerks Evidenzbasierte Medizin.

## Auszeichnungen und Ehrungen
- Laqueur-Medaille (1975)
- Wahl zum Präsidenten der Deutschen Gesellschaft für Endokrinologie (1979)
- Ernst-von-Bergmann-Plakette der Bundesärztekammer (1993)
- Ehrenprofessuren der Jinan-Universität Guangzhou und der Tongji-Universität Wuhan (1998)
- Bundesverdienstkreuz Erster Klasse (1998)
- Paracelsus-Medaille der deutschen Ärzteschaft (2005)

## Veröffentlichungen (Auswahl)
- 25 Jahre hormonale Kontrazeptiva aus Berlin. Amsterdam 1986